# همدردی با شیطان (فیلم ۲۰۲۳)
همدردی با شیطان (به انگلیسی: Sympathy for the Devil) یک فیلم آمریکایی در ژانر وحشت روان‌شناختی به نویسندگی لوک پارادایس و کارگردانی یووال آدلر با بازی یوئل کینامان و نیکلاس کیج است.

## موضوع
مردی پس از اینکه مجبور می‌شود با اسلحه یک مسافر مرموز را رانندگی کند، خود را در یک بازی موش و گربه می‌بیند که در آن مشخص می‌شود همه چیز آنطور که به نظر می‌رسد نیست.

## داستان
دیوید چمبرلین، مردی که به‌زودی پدر می‌شود، در حال رانندگی به‌سوی بیمارستان است، جایی که همسرش در حال زایمان است. در میانهٔ راه، غریبه‌ای که تنها با عنوان «مسافر» شناخته می‌شود، سوار ماشین او می‌شود، اسلحه‌ای به سمت سرش می‌گیرد و از او می‌خواهد یکی از کارت‌ها را انتخاب کند. دیوید به‌طور تصادفی «تک خشت» را برمی‌گزیند که مسافر آن را از جیبش درمی‌آورد. سپس از دیوید می‌خواهد رانندگی کند و دیوید نیز از ترس جانش اطاعت می‌کند.
در ابتدا مسافر چیز زیادی دربارهٔ خود نمی‌گوید و در عوض تلاش دیوید برای برانگیختن حس دلسوزی را با صحبت از خانواده‌اش به سخره می‌گیرد.
در طول این سفر جاده‌ای، دیوید چندین بار تلاش می‌کند تا بگریزد اما ناکام می‌ماند. ابتدا در پمپ‌بنزین به زنی اشاره می‌کند تا کمک بخواهد، اما او متوجه نمی‌شود و می‌رود. سپس با سرعت رانندگی می‌کند تا پلیسی آن‌ها را متوقف کند، اما مسافر با پلیس درگیر می‌شود و از شیطان می‌خواهد «پشتش بایستد». پس از آن، چند بار به سر پلیس شلیک می‌کند، دیوید را دوباره تهدید می‌کند و سفر ادامه می‌یابد.
مسافر با اشاره‌هایی مبهم، دیوید را اذیت می‌کند که گویا او را می‌شناسد، اما نمی‌گوید مقصدشان کجاست.
در تلاش دیگری برای فرار، دیوید از ماشین در حال حرکت بیرون می‌پرد و مسافر برای متوقف کردن خودرو تلاش می‌کند اما تصادف می‌کند. زمانی که دیوید به فرار فکر می‌کند، مسافر تلفن او را جواب می‌دهد و مکان همسر دیوید را در بیمارستان پیدا می‌کند. دیوید که می‌داند اگر فرار کند، همسرش خواهد مرد، از مخفیگاه بیرون می‌آید، دوباره سوار ماشین می‌شود و سفر ادامه می‌یابد.
آن‌ها مدتی بعد در یک غذاخوری توقف می‌کنند و مسافر شروع به افشای هدف واقعی آدم‌ربایی می‌کند. او داستان حسابداری در بروکلین را تعریف می‌کند که برای رئیس مافیای ایرلندی به‌نام جیکوب سالیوان از بوستون کار می‌کرد. این حسابدار عاشق می‌شود، ازدواج می‌کند و دختری به دنیا می‌آورد. اما یکی از افراد سالیوان شروع به دزدی از او می‌کند و سالیوان از حسابدار می‌خواهد آن فرد را برای شام دعوت کند. آن شب آن فرد کشته می‌شود و مسافر به دیوید می‌گوید همان اتفاق برای او نیز خواهد افتاد.
هرچه گفت‌وگو ادامه می‌یابد، رفتار مسافر ناپایدارتر می‌شود. او دیوید را با فرد دیگری اشتباه گرفته و می‌گوید که دربارهٔ زندگی شخصی‌اش دروغ می‌گوید. او از دیوید می‌خواهد حقیقت را بگوید، اما دیوید نمی‌فهمد منظورش چیست. پس از چندین بار انکار، مسافر از کوره درمی‌رود، به غذاخوری شلیک می‌کند و آن را به آتش می‌کشد. دیوید به پلیس زنگ می‌زند و فرار می‌کند.
در پارکینگ، مسافر داستانش را ادامه می‌دهد. او فاش می‌کند که همان حسابدار بوده و همسرش شاهد قتل توسط جیکوب سالیوان بوده است. سپس با دیوید درگیر می‌شود و دوباره بر او غلبه می‌کند. آن‌ها برای ادامهٔ سفر به خودرو بازمی‌گردند.
مسافر به دیوید می‌گوید که مردی به‌نام جیمز لوین با او تماس گرفته؛ مردی که کارش «رفع مشکل» بوده و گفته که همسرش به‌عنوان شاهد، یک خطر محسوب می‌شود. در غیاب مسافر، لوین خانه‌اش را آتش زده و همسر و دخترش را کشته است. مسافر باور دارد که دیوید در حقیقت همان جیمز است و از او می‌خواهد حقیقت را با صدای بلند بگوید. دیوید با نگاهی بی‌احساس اعتراف می‌کند: «سالیوان دستور قتل را داد.»
سپس دیوید فرمان را می‌چرخاند و خودرو را از جاده خارج کرده و تصادف می‌کند. مسافر به‌طرز مرگباری زخمی می‌شود. درحالی‌که پلیس‌ها به صحنه می‌رسند، دیوید هر دو را می‌کشد.
در واپسین لحظات زندگی مسافر، دیوید که واقعاً همان جیمز لوین است، حقیقت کامل را فاش می‌کند: او مسئول مرگ همسر و دختر مسافر بوده، اگرچه دختر صرفاً قربانی جانبی بوده و او باور دارد خدا با گرفتن فرزند نخستش، او را مجازات کرده است. مسافر به اعتراف گوش می‌دهد، درحالی‌که خون بالا می‌آورد و اشک می‌ریزد، و جیمز ساعدش را بر گلوی او فشار می‌دهد و خفه‌اش می‌کند.
در پایان، جیمز اثر انگشتش را از روی اسلحه پاک می‌کند و آن را در دست مسافر می‌گذارد تا قتل مأموران را به گردن او بیندازد. با رسیدن پلیس‌های بیشتر، جیمز کارت «تک خشت» را میان بقایا پیدا کرده و آن را در جیبش می‌گذارد. سپس با شنیدن پیام صوتی، می‌فهمد که همسرش دختری به دنیا آورده که چشمانش مانند اوست. لبخند می‌زند، برمی‌خیزد و با وانمود به بی‌گناهی به‌سوی پلیس‌ها می‌رود.

## تولید
فیلمبرداری در ژوئیه ۲۰۲۲ در لاس وگاس آغاز شد.

## انتشار
در سپتامبر ۲۰۲۲، این فیلم در جشنواره بین‌المللی فیلم تورنتو به خریداران ارائه شد. در مارس ۲۰۲۳، آرال‌جی‌ای فیلمز حقوق توزیع آمریکای شمالی، بریتانیا، ایرلند، استرالیا و نیوزلند را به دست آورد. قرار است در ۲۸ جولای ۲۰۲۳ منتشر شود.